# بالگردگاه بیمارستان لبنن
بالگردگاه بیمارستان لبنن (به انگلیسی: Lebanon Hospital Heliport) یک فرودگاه خصوصی بالگردها است. این فرودگاه در شهر لبنن ایالت ارگن کشور ایالات متحده آمریکا قرار دارد و در ارتفاع ۱۰۳ متری از سطح دریا واقع شده است.